# Couvent Saint-François d'Orezza
Pour les articles homonymes, voir Couvent Saint-François.
Le couvent Saint-François d'Orezza (couramment connu comme couvent d'Orezza) était l'unique couvent de l'ancienne pieve d'Orezza et fut un haut lieu de l'histoire de la Corse. Une récente campagne de souscriptions individuelles ainsi qu'une pétition ont été lancées en vue de sa restauration et de son classement en monument historique.

## Géographie
Le couvent d'Orezza se situe à 680 mètres d'altitude, en Castagniccia (Haute-Corse) sur la commune de Piedicroce, non loin des hameaux de Pastoreccia et Fontana. Il est en bordure de la D71 entre Piedicroce et Campana, à un kilomètre du village de Piedicroce.

## Histoire

### Fondation et agrandissements
Le couvent d'Orezza fut fondé en 1485 par des observantins. Il passa plus tard aux mains des franciscains qui y édifièrent une église (de 33 mètres sur 11) dotée de six chapelles probablement au XVIIe siècle. Il devint l'un des lieux phares de la lutte de la Corse contre la république de Gênes. 

### Un haut lieu de l'indépendance de la Corse
Plusieurs consultes (assemblées consultatives, cunsulte en corse) se tinrent au couvent d'Orezza et en firent l'un des lieux les plus importants de l'indépendance de la Corse.
- En mars et avril 1731, le chanoine Orticoni et d'autres théologiens s'y réunirent pour débattre sur la légitimité de la révolte contre Gênes. Le 20 avril 1731, ils décrétèrent à l'unanimité que la Cause des Corses était "sainte et juste".

#### La consulte d'Orezza
Cet épisode fut le premier tournant politique de la Corse vers l'indépendance. Les 6, 7 et 8 janvier 1735, la consulte d'Orezza élut Don Louis Giafferi, Hyacinthe Paoli et André Ceccaldi comme Généraux de la Nation (garants du pouvoir exécutif) et vota le texte de la Constitution énoncé à Corte le 30 janvier. Elle plaça le peuple corse sous la protection de la Vierge, et décida que la fête de l'Immaculée Conception serait célébrée dans toute la Corse : ces dispositions n'ont pas été reprises dans la Constitution de Pascal Paoli, votée vingt ans après.
- En juin 1751, une consulte élut Jean-Pierre Gaffori comme Général de la Nation.
- Du 9 au 27 septembre 1790, une consulte mit en place la nouvelle administration départementale, pour la première fois libérée de la tutelle royale depuis 1769 et la fin de l'indépendance de la Corse. Elle donna tous les pouvoirs à Pascal Paoli en présence de Napoléon Bonaparte et de la famille Bonaparte.

### Déchéance progressive
C'est à partir de 1832 que le couvent commença à perdre de sa superbe, date à laquelle l'État français engagea un processus de vente à des particuliers. Le couvent abrita la gendarmerie jusqu'en 1934 (effondrement de la toiture). Pendant la Seconde Guerre mondiale,
les Italiens y installèrent un dépôt de vivres et de munitions, puis il fut bombardé et quasiment détruit par les Allemands en 1943. Il fut depuis lors laissé à l'abandon et est aujourd'hui en piteux état.

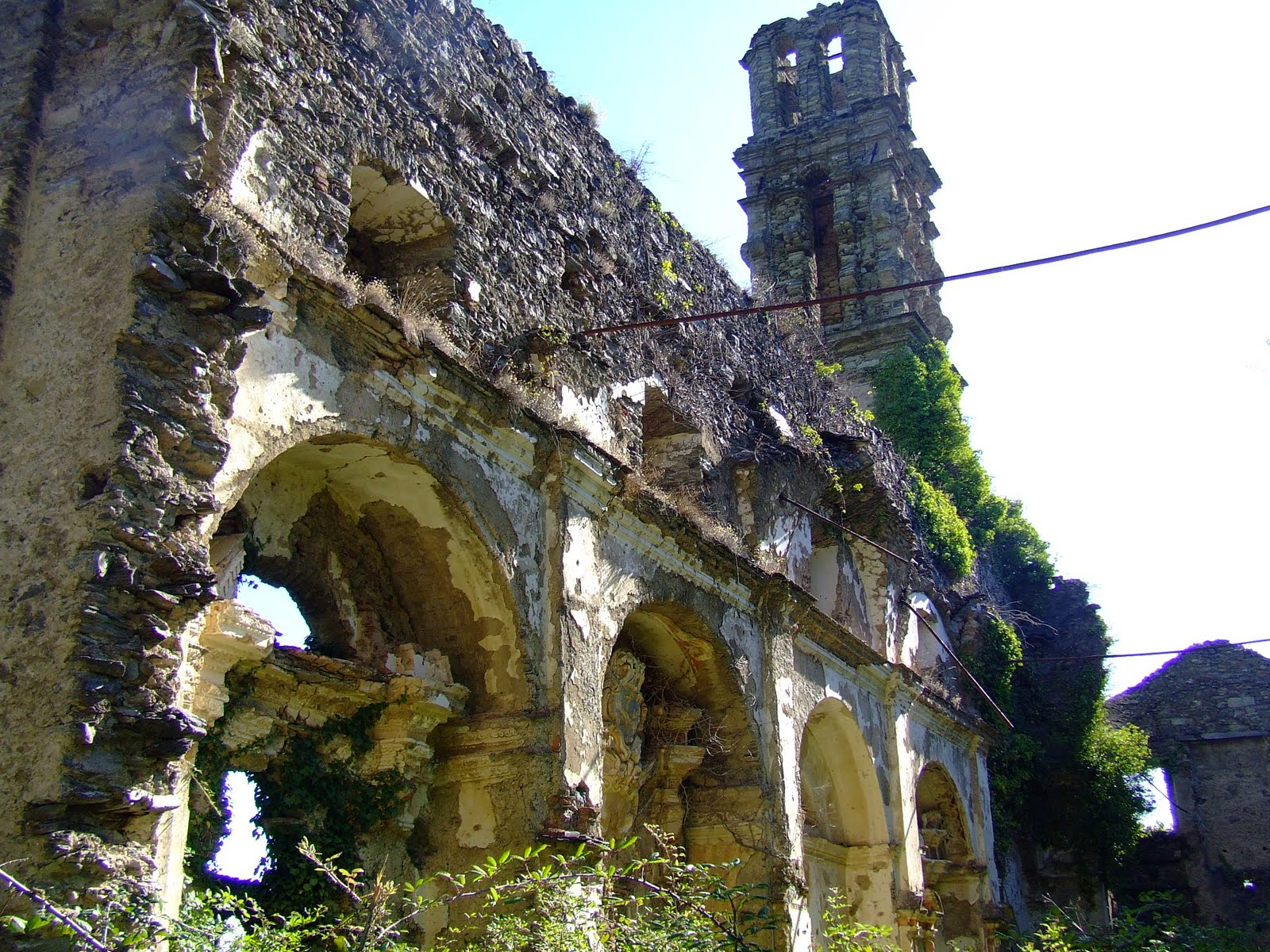
Le couvent de nos jours